# Лоустофт
Лоустофт (енгл. Lowestoft) је град у Уједињеном Краљевству у Енглеској. Према процени из 2007. у граду је живело 72.965 становника.

## Становништво
Према процени, у граду је 2008. живело 72.965 становника.
| 1981.  | 1991.  | 2001.  |
| ------ | ------ | ------ |
| 59,430 | 62,907 | 68,340 |